# Карча (река)
Карча (мађ. Karcsa), је река у Мађарској.

## Географски положај
- Карча је речица у Мађарској и притока је Тисе.

## Ток реке
- Карча је једна од две најважније речице такозваног Бодрошког средишта, који захвата простор између река Бодрог и Тисе. Друга река је Тице (мађ. Tice). Једна од грана реке, Мала Карча, у једном делу свог тока чини природну границу између Мађарске и Словачке.

Воде Карче и Тице пролазе преко територија градова Света Марија (Szent-Mária), Керестур (Keresztúr), Ереш (Őrös) и Нађкевешд (Nagykövesd) и код Керестурских ритова (Keresztúri-réteken) се спајају.
Карча има надморску висину код Бодрога од 96-98 m а код Тисе 96-101 m.

## Градови
- Дамоц (мађ. Dámóc),
- Карча (мађ. Karcsa),
- Карош (мађ. Karos),
- Кишрозвађ,
- Лацачеке (мађ. Lácacséke),
- Нађрозвађ,
- Пацин (мађ. Pácin),
- Риче,
- Шемјен (мађ. Semjén).

## Занимљивост
У 18. веку река је још служила као водени пут за превоз соли, али данас више није пловна. О пловности се може говорити једино у делу који спаја градове Ереш-Пацин-Нађкевешд и део Пацин-Карча.